# 마쓰후지 마사노부
마쓰후지 마사노부(일본어: 松藤 正伸, 1992년 4월 27일~)는 일본의 축구 선수이다.

## 구단 경력
그는 2015년 일본 풋볼 리그의 소니 센다이 FC에 입단했다. 2017년 J3리그의 아술 클라로 누마즈로 이적했다. 2018년까지 20경기에 출전하여, 1득점을 넣었다. 2018년후 현역 은퇴.